# Крижана печера

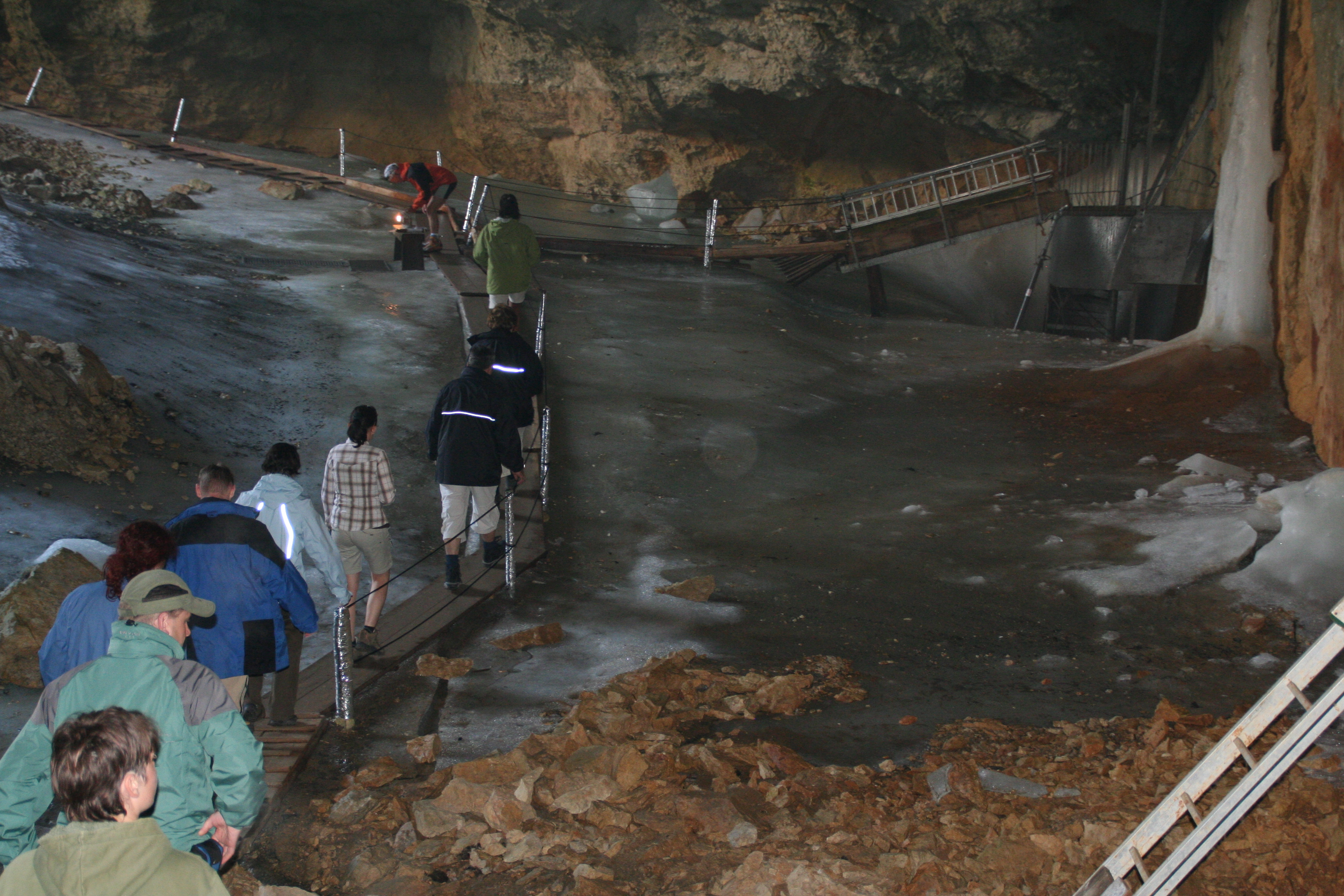
Екскурсії в крижаній Печера Шеленбергера, Німеччина

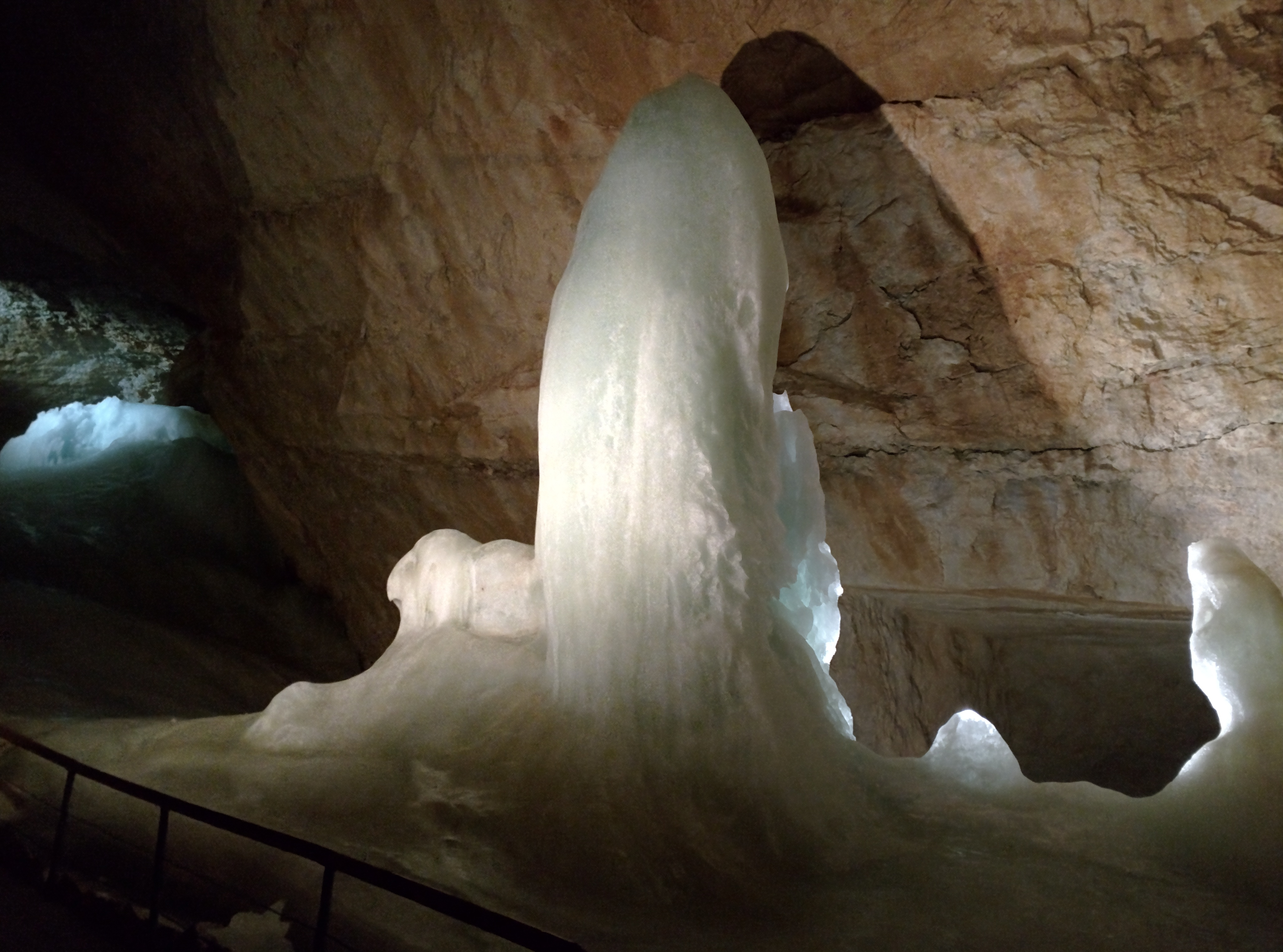
Гігантська крижана печера Дахштайна, Австрія

Крижана печера (печера-льодовик) — печера, в якій завдяки її розташуванню та конфігурації, стіни, підлога, стеля покриті крижаними відкладами, а температура майже цілий рік нижча від нуля. (Не слід плутати з льодовиковими печерами — порожнинами в тілі льодовиків).

## Походження
За походженням крижані печери можна поділити на три основні типи.
1. Великі колодязі, в яких накопичуються снігові маси. Зазвичай у таких колодязях сніг перетворюється на фірн без утворення льоду. У літній період сніг частково тане, просочуючи нижні шари фірну талою водою за 0 °C. Лід може утворитися взимку під час повторного замерзання насиченого вологою снігу.
2. Одновходова печера типу «холодового мішка». Зазвичай це печера з великою залою, розташованою обов'язково нижче від вхідного отвору. Взимку важке морозне повітря потрапляє в порожнину і проморожує зал. Влітку, навпаки, холодне повітря не виходить з «мішка». Лід утворюється або внаслідок замерзання води, яка просочується в порожнину (конжеляційний лід), або під час метаморфізму завійного[уточнити] снігу, що надходить через вхідний отвір. Прикладом є печера Великий Бузулук в Криму.
3. Зледеніння нижніх входів у печери, які мають два або більше входів з потужною сезонною циркуляцією повітря. Взимку печерне повітря тепліше від зовнішнього, тому воно, завдяки меншій густині, рухається від нижнього входу до верхнього (ефект «пічної труби»). Під час «зимової тяги» вхідне повітря зовнішньої зимової атмосфери проморожує нижній вхід. Під час «літньої тяги» густина повітря печери виявляється більшою, ніж повітря прогрітої зовнішньої атмосфери і воно рухається від верхніх входів до нижніх. При цьому прогріваються переважно верхні входи. До нижніх входів літнє повітря приходить вже значною мірою охолодженим до середньої температури карстового масиву, тому воно не може компенсувати зимового запасу холоду. Така енергетична асиметрія призводить до утворення «від'ємних температурних аномалій» на нижніх входах і «додатних температурних аномалій» на верхніх. За сприятливих загальнокліматичних умов це може привести до зледеніння нижніх входів. Прикладами цього типу є печери Айсрізенвельт (Австрія), Добшинська (Словаччина), Кунгурська (Пермський край).

## Деякі крижані печери
- Айсрізенвельт (Австрія).
- Добшинська крижана печера (Словаччина).
- Кунгурська печера (Урал).
- печера Великий Бузлук у Криму .
- Крижана печера в Жигулівських горах існує за 3-4 км. від села Підгори.[ru]